# Prix André-Cavens
Pour les articles homonymes, voir Cavens.
 (décembre 2024).
Si vous disposez d'ouvrages ou d'articles de référence ou si vous connaissez des sites web de qualité traitant du thème abordé ici, merci de compléter l'article en donnant les références utiles à sa vérifiabilité et en les liant à la section « Notes et références ».
Le prix André-Cavens est une récompense cinématographique belge décernée chaque année en décembre depuis 1976 par l'Union de la critique de cinéma (UCC), laquelle décerne également le grand prix. Le prix salue la meilleure production ou coproduction belge réalisée par un cinéaste belge. Le nom choisi pour ce prix est un hommage au réalisateur belge, André Cavens.
À ce jour, Jean-Pierre et Luc Dardenne sont les seuls réalisateurs à l'avoir obtenu à cinq reprises (en 1996, 1999, 2002, 2005 et 2014) et ce pour cinq œuvres en langue française : La Promesse, Rosetta, Le Fils, L'Enfant et Deux jours, une nuit.
Trois cinéastes ont remporté la récompense à trois reprises: Jaco Van Dormael (1991, 2010, 2015) pour Toto le héros, Mr Nobody et Le Tout Nouveau Testament ainsi que Joachim Lafosse (2007, 2012, 2016) pour Nue Propriété, À perdre la raison et L'Économie du couple et Fien Troch (2009, 2013, 2017) pour Non-dit (Unspoken), Kid et Home.
Trois autres réalisateurs en ont été deux fois lauréats : Jean-Jacques Andrien (1976, 1981) pour Le fils d'Amr est mort et Le Grand Paysage d'Alexis Droeven , André Delvaux (1979, 1988) pour Femme entre chien et loup et L'Œuvre au noir, et Lukas Dhont (2018, 2022) pour Girl et Close.

## Palmarès

### Années 1970
- 1976 : Le fils d'Amr est mort de Jean-Jacques Andrien
- 1977 : Au nom du Führer (In naam van de Fuehrer) de Lydia Chagoll
- 1978 : Les Rendez-vous d'Anna de Chantal Akerman
- 1979 : Femme entre chien et loup (Vrouw tussen hond en wolf) de André Delvaux

### Années 1980
- 1980 : Anna Magnani, un film d'amour (Io sono Anna Magnani) de Chris Vermorcken
- 1981 : Le Grand Paysage d'Alexis Droeven de Jean-Jacques Andrien
- 1982 : Le Lit de Marion Hänsel
- 1983 : Brussels by Night de Marc Didden
- 1984 : (Non attribué)
- 1985 : Permeke de Patrick Conrad et Henri Storck
- 1986 : La Famille van Paemel (Het gezin van Paemel) de Paul Cammermans
- 1987 : Noce en Galilée (Urs al-jalil) de Michel Khleifi
- 1988 : L'Œuvre au noir de André Delvaux[2]
- 1989 : Wait Until Spring, Bandini de Dominique Deruddere

### Années 1990
- 1990 : Monsieur de Jean-Philippe Toussaint
- 1991 : Toto le héros de Jaco Van Dormael
- 1992 : C'est arrivé près de chez vous de Rémy Belvaux, André Bonzel et Benoît Poelvoorde
- 1993 : Just Friends de Marc-Henri Wajnberg
- 1994 : La Vie sexuelle des Belges 1950-1978 de Jan Bucquoy
- 1995 : Manneken Pis de Frank Van Passel
- 1996 : La Promesse de Jean-Pierre et Luc Dardenne
- 1997 : Le Rêve de Gabriel de Anne Lévy-Morelle
- 1998 : Rosie, sa vie est dans sa tête de Patrice Toye
- 1999 : Rosetta de Jean-Pierre et Luc Dardenne

### Années 2000
- 2000 : Lijmen/Het been de Robbe De Hert
- 2001 : No Man's Land (Ničija zemlja) de Danis Tanović
- 2002 : Le Fils de Jean-Pierre et Luc Dardenne
- 2003 : Après la vie, Cavale et Un couple épatant de Lucas Belvaux
- 2004 : La Femme de Gilles de Frédéric Fonteyne
- 2005 : L'Enfant de Jean-Pierre et Luc Dardenne
- 2006 : Vidange perdue de Geoffrey Enthoven
- 2007 : Nue Propriété de Joachim Lafosse
- 2008 : Eldorado de Bouli Lanners
- 2009 : Non-dit (Unspoken) de Fien Troch

### Années 2010
- 2010 : Mr Nobody de Jaco Van Dormael
- 2011 : Bullhead (Rundskop) de Michaël R. Roskam
- 2012 : À perdre la raison de Joachim Lafosse
- 2013 : Kid de Fien Troch
- 2014 : Deux jours, une nuit de Jean-Pierre et Luc Dardenne
- 2015 : Le Tout Nouveau Testament de Jaco Van Dormael
- 2016 : L'Économie du couple de Joachim Lafosse
- 2017 : Home de Fien Troch
- 2018 : Girl de Lukas Dhont
- 2019 : Nuestras Madres de César Diaz

### Années 2020
- 2020 : Adoration de Fabrice Du Welz
- 2021 : Un monde de Laura Wandel
- 2022 : Close de Lukas Dhont
- 2023 : Dalva de Emmanuelle Nicot
- 2024 : La nuit se traîne de Michiel Blanchart et Soundtrack to a Coup d'Etat de Johan Grimonprez (ex aequo)